# José Mingorance
José Mingorance Chimeno (Castro de Sanabria, 10 aprile 1938) è un ex calciatore spagnolo, di ruolo difensore.

## Caratteristiche tecniche
Giocava come difensore centrale o come libero.

## Carriera

### Club
Cresciuto nel Granada, esordì nella Liga a 21 anni, l'8 novembre 1959, contro il Barcellona (0-0).
Nel 1962 passò al Córdoba, dove militò per tre stagioni. Fu l'unico giocatore della storia del a debuttare con la nazionale spagnola.
Nel 1965 arrivò all'RCD Español, sotto la presidenza di Juan Vilá Reyes. Giocò per quattro stagioni con il club catalano, disputando anche la Coppa delle Fiere 1965-1966.
Nel 1970 lasciò l'Español e giocò un'ultima stagione al Córdoba. Chiuse la carriera in Tercera División al Club de Futbol Calella.

### Nazionale
Collezionò una presenza con la nazionale spagnola, il 16 giugno 1963 contro la Scozia. La partita (amichevole) si giocò al Santiago Bernabéu di Madrid e terminò con una sconfitta per 2-6 per i padroni di casa. Mingorance fu sostituto al 35' del primo tempo da Ignacio Zoco, quando il risultato era già sull'1-4 per gli scozzesi. L'allenatore della nazionale era José Villalonga, che era nativo di Cordova.